# Érythorbate de sodium
L'érythorbate de sodium est un sel de sodium de l'acide érythorbique. C'est un additif alimentaire synthétique (numéro E316) utilisé comme antioxydant dans les produits carnés.
Il peut être utilisé à la place de l'acide ascorbique en raison de son coût plus faible.